# آب‌انبار قوژدآباد
آب‌انبار قوژدآباد مربوط به اواخر دوره قاجار است و در شهرستان بردسکن، بخش شهرآباد، دهستان جلگه، روستای قوژدآباد واقع شده و این اثر در تاریخ ۶ اسفند ۱۳۸۵ با شمارهٔ ثبت ۱۷۴۳۳ به‌عنوان یکی از آثار ملی ایران به ثبت رسیده است.